# The Almond
The Almond (englisch für Die Mandel) ist ein komplett unverschneiter Gebirgszug im ostantarktischen Viktorialand. Er liegt westlich der Formation The Pyramid an der Westflanke des Koettlitz-Gletschers und trennt die beiden Stränge des Talkessels Pyramid Trough.
Teilnehmer einer von 1960 bis 1961 durchgeführten Kampagne im Rahmen der neuseeländischen Victoria University’s Antarctic Expeditions benannten ihn nach seiner Form, die an eine Mandel erinnert.